# Dywizjon 318
318 Dywizjon Myśliwsko-Rozpoznawczy „Gdański” – pododdział lotnictwa myśliwsko-rozpoznawczego Polskich Sił Powietrznych w Wielkiej Brytanii.

## Historia
Dywizjon sformowany został 20 marca 1943 na lotnisku Detling koło Maidstone, w hrabstwie Kent, w południowo-wschodniej Anglii, z pilotów i obsługi naziemnej pochodzących z różnych jednostek Polskich Sił Powietrznych oraz nowo przeszkolonych ochotników.
Dywizjon składał się z trzech eskadr (A, B i C) wyposażonych początkowo w przestarzałe samoloty Hawker Hurricane Mk-I, na których piloci rozpoczęli ćwiczenia w lotach na rozpoznanie fotograficzne i wzrokowe.
W dniach 16-29 sierpnia dywizjon w liczbie ponad 250 osób został przetransportowany statkiem RMS Empress of Australia z Liverpoolu do Port Saidu w Egipcie. Następnie drogą lądową przez Półwysep Synaj Dywizjon udał się na lotnisko Muqiebilla niedaleko Nazaretu. Wskutek niesprzyjającego klimatu (wielu żołnierzy zachorowało na malarię) Dywizjon przebazowano na lotnisko Quassassin w Egipcie, z którego piloci wykonywali zadania rozpoznawcze współpracując z naziemnymi oddziałami polskimi, brytyjskimi, egipskimi oraz greckimi.
W 1944 Dywizjon został przeniesiony do Włoch. Wraz z dywizjonami: 92 Brytyjskim i 40 Południowoafrykańskim polski Dywizjon 318 tworzył 285 Rozpoznawcze Skrzydło RAF. Jego piloci wykonywali zadania rozpoznawcze nad silnie bronionym przez Niemców klasztorem na Monte Cassino. Mimo ciężkich warunków frontowych Dywizjonowi udało się uniknąć strat własnych.
W połowie czerwca 1944 Dywizjon 318 rozpoczął wykonywanie zadań wyłącznie dla 2 Korpusu Polskiego. Po rozpoczęciu natarcia na Linię Gotów w północnych Włoszech (17 lipca 1944) współpracujący z 2KP Dywizjon wykonywał zadania rozpoznawcze oraz wyszukiwał i samodzielnie atakował cele naziemne (zanotowano zniszczenie szeregu pojazdów, stanowisk artyleryjskich i broni maszynowej oraz magazynów).
Od lipca 1944 część pilotów Dywizjonu 318 latała w innych dywizjonach, którym na skutek strat, brakowało pilotów.
Na początku października 1944, w związku z przechodzeniem kolejnych pilotów na odpoczynek, Dywizjon został przeformowany i zlikwidowano jego eskadrę C. Do końca 1944 dywizjon wykonywał swoje stałe zadania, polegające głównie na współpracy z artylerią oraz rozpoznaniu wzrokowym i ostrzeliwaniu celów naziemnych.
Od stycznia 1945 piloci Dywizjonu zaczęli wykonywać nowe zadania: dalekie rozpoznanie ze skośnym wykonywaniem zdjęć (obszar Padwa-Wenecja-Treviso). Z uwagi na pobliskie wrogie lotniska latano wówczas w osłonie myśliwców.
Pod koniec kwietnia, w związku z ogólnym polepszeniem sytuacji na froncie piloci mieli dużo więcej swobody i atakowali cele naziemne.
W marcu 1945 za bohaterską walkę podczas lotów bojowych pilot 318 Dywizjonu por. Czesław Nowak został odznaczony pośmiertnie Krzyżem Srebrnym Orderu Virtuti Militari. Nowak zginął podczas lotu bojowego wykonywanego 30 sierpnia 1944, loty wykonywał w 241 Dywizjonie Myśliwsko-Rozpoznawczym RAF do którego został oddelegowany. 
Po podpisaniu kapitulacji wojsk Niemieckich 29 kwietnia 1945 na froncie włoskim Dywizjon 318 wziął udział w defiladzie powietrznej która odbyła się 18 maja 1945 nad lotniskiem Compoformido. Defiladę przyjął Naczelny Dowódca Śródziemnomorskich Alianckich Sił Powietrznych Lt.General John K. Cannon, w defiladzie wzięły udział wszystkie Skrzydła Desert Air Forse.
W lipcu 1946 Dywizjon 318 został przeniesiony do Anglii, gdzie 18 sierpnia został rozwiązany.

## Odznaka Dywizjonu

Godło dywizjonu malowane na samolotach.

Odznaka Dywizjonu przedstawia uskrzydlony herb Gdańska z numerem 318 u góry tarczy. Części metalowe odznaki srebrne. Odznaka nie uzyskała oficjalnej akceptacji (przed wojną Gdańsk był wolnym miastem i nie należał do Polski, zaś nazwa dywizjonu honorowała roszczenia terytorialne rządu na uchodźstwie) i nie była zatwierdzona.
Dopiero po wojnie nadawano pamiątkowe odznaki, których części metalowe były złocone.
Godłem dywizjonu malowanym na wszystkich samolotach były trzy karty: trójka kier, as pik i ósemka karo.

## Personel dywizjonu
Dowódcy:
- ppłk pil. Adam Maksymilian Wojtyga (od 20 III 1943)
- kpt./mjr pil. Leszek Wielochowski (od 5 VIII 1943)
- kpt. pil. Zbigniew Moszyński (od 5 I 1945)
- kpt. pil. Włodzimierz Bereżecki (20 V 1946 – 19 VIII 1946)

Oficerowie techniczni:
- por. inż. Franciszek Bortkiewicz
- kpt. inż. Leszek Chełmiński
- por. inż. Józef Krzywonos

Lekarz dywizjonu:
- kpt. lek. med. Tadeusz Michał Kraszewski

Piloci:

kpt. pil. Stanisław Adamczewski
kpt. pil. Mieczysław Galicki
kpt. pil. Zbigniew Kalinowski (dca esk.)
kpt. pil. Lew Kuryłowicz
kpt. pil. Jan Kazimierz Preihs (dca esk.)
por. pil. Michał Stanisław Andruszko
por. pil. Tadeusz Barwich
por. pil. Jan Błaszczyk
por. pil. Brachmański
por. pil. Seweryn Buckiewicz
por. pil. Bruno Chudziński
por. pil. Witold Cieślak
por. pil. Tomasz Cybulski
por. pil. Czarnecki
por.pil.   Alfons Czernecki
por. pil. Witold Czerwiński
por. pil. Antoni Galwin
por. pil. Bronisław Gaworski
por. pil. Kazimierz Górniak (dca esk.)
por. pil. Jan Grodziński
por. pil. Zbigniew Hamankiewicz
por. pil. Jan Ignatowski
por. pil. Jan Jakubowski
por. pil. Rudolf Kesselring
por. pil. Stefan Knapp
por. pil. T. Kelly (W. Bryt.)
por. pil. Zdzisław Antoni Kocot
por. pil. Stanisław Koń
por. pil. Florian Kuroczycki
por. pil. Józef Lipp
por. pil. Michał Michniewicz
por. pil. Wincenty Józef Miniszewski
por. pil. Czesław Nowak
por. pil. Władysław Nycz
por. pil. Jerzy Osostowicz
por. pil. Jerzy Stefan Paczuski
por. pil. Andrzej Piaskowski
por. pil. Jerzy Aleksander Radwański
por. pil. Zygmunt Rembowski
por. pil. Antoni Rudomina-Dusiacki
por. pil. Mieczysław Sawicki
por. pil. Aleksander Schreiber
por. pil. Oswald Sęp-Szarzyński
por. pil. Z. Sierosławski
por. pil. Ferdynand Stutzmann
por. pil. Leon Ślarzyński
por. pil. Ślusarczyk
por. pil. Świechowski
por. pil. Ignacy Święcicki
por. pil. Jerzy Różański
por. pil. Edward Tatarski
por. pil. T. C. Tate (Brazylia)
por. pil. J. C. Taylor (Nowa Zelandia)
por. pil. Tadeusz Telewiak
por. pil. J. H. Tunnicliffe (W. Bryt.)
por. pil. Franciszek Turek
por. pil. Zdzisław Uchwat
por. pil. Urban
por. pil. E. Witke
por. pil. Tadeusz Wojtowicz
ppor. pil. Andrzej Baber
ppor. pil. Beyer
ppor. pil. Buchowiecki
ppor. pil. M. Budziński
ppor. pil. H. M. Castle (W. Bryt.)
ppor. pil. Adam Chłopek
ppor. pil. Stefan Guziak
ppor. pil. Kazimierz Karlikowski
ppor. pil. J. M. Kenny (Irlandia)
ppor. pil. Edward Kosmalski
ppor. pil. Edward Podkościelny
ppor. pil. Henryk Rosiński
ppor. pil. Jan Ślósarski
ppor. pil. Józef Woropaj-Horodziejewicz

## Uzbrojenie
- Hawker Hurricane Mk-I i Mk-IC – od 20 marca 1943
- Hawker Hurricane Mk-IIC - od 5 sierpnia 1943
- Supermarine Spitfire Mk-VB - od 10 marca 1944
- Supermarine Spitfire Mk-IX i LF Mk-IXE - od 5 października 1944

## Lotniska bazowania
20 marca 1943 - Detling (Anglia)
9 września 1943 - Muquebilia (Palestyna)
13 października 1943 - Gaza (Palestyna)
22 października 1943 - Wilhelma (Palestyna)
22 listopada 1943 - Quassasin (Egipt)
9 kwietnia 1944 - Helwan (Egipt)
27 kwietnia 1944 - Madma (i następne: Włochy)
30 kwietnia 1944 - Trigno
14 czerwca 1944 - San Vito
26 czerwca 1944 - Tortoretto
2 lipca 1944 - Fermo
29 lipca 1944 - Falconara
23 sierpnia 1944 - Chiaravalle
31 sierpnia 1944 - Piagiolino
17 września 1944 - Cassandra
27 września 1944 - Rimini
7 listopada 1944 - Bellaria
2 grudnia 1944 - Rorli
2 maja 1945 - La Russia
6 maja 1945 - Treviso
14 maja 1945 - Risano
8 marca 1946 - Treviso
lipiec 1946 - Coltishall (Anglia)

## Główne operacje
- rozpoznanie nad Monte Cassino (maj 1944)
- rozpoznanie nad Linią Gotów (lipiec 1944)
- rozpoznanie za linią frontu: obszar Padwa-Wenecja-Treviso (styczeń 1945)

## Wysiłek bojowy
W okresie od maja 1944 do maja 1945
|                | Operacje bojowe dywizjonu 318 |       |       |
| Rok            | 1944                          | 1945  | Razem |
| samoloto-zadań | 3 106                         | 1 778 | 4 884 |
| godzin lotu    | ?                             | ?     | 6 223 |